# Gueldamane
Gueldamane (Arabisch: ݣـولدمن) is een landelijke gemeente in de provincie Taza in het noordoosten van Marokko. De plaats maakt deel uit van de administratieve regio Fès-Meknès.

## Geografie
Gueldamane ligt in een bergachtig gebied op het overgangsgebied tussen het Rifgebergte en het Midden-Atlasgebergte. Het landschap wordt gekenmerkt door heuvels, valleien en landbouwgrond. De gemeente omvat verschillende kleine dorpskernen en verspreide boerderijen.

## Bestuurlijke indeling
De gemeente behoort tot de provincie Taza, die onder de regio Fès-Meknès valt. Gueldamane wordt bestuurd volgens het Marokkaanse systeem van lokale gemeenten (communes rurales), waarbij de gemeenteraad verantwoordelijk is voor lokale administratieve en sociale zaken.

## Bevolking
Volgens de volkstelling van 2004 telde Gueldamane 11.570 inwoners, verdeeld over ongeveer 1.900 huishoudens. Latere bevolkingsdata zijn schaars, maar de gemeente kent een dalende of stabiele bevolkingsgroei als gevolg van migratie naar stedelijke gebieden.

## Economie
De lokale economie is grotendeels gebaseerd op landbouw en veeteelt. Gueldamane is een van de gebieden in de regio waar projecten ter bevordering van duurzame landbouw zijn uitgevoerd. In 2001 werd een herbebossingsproject gestart waarbij ongeveer 3.000 olijfbomen werden aangeplant, mede ondersteund door lokale NGO's en internationale partners.

## Bereikbaarheid
De gemeente is bereikbaar via lokale wegen vanuit de stad Taza, die op ongeveer 30 tot 40 kilometer afstand ligt. De infrastructuur is beperkt, met name buiten de hoofdwegen. Voorzieningen zoals onderwijs en gezondheidszorg zijn verspreid aanwezig in de regio.

## Toerisme
Gueldamane is geen toeristische bestemming van formaat, maar trekt incidenteel bezoekers die geïnteresseerd zijn in landelijke gebieden, lokale cultuur of ontwikkelingswerk. In de omgeving zijn enkele kleinschalige accommodaties beschikbaar, waaronder vakantiehuizen en boerderijen.